# Thripophaga
Thripophaga és un gènere d'ocells de la família dels furnàrids (Furnariidae) que agrupa a espècies natives d'Amèrica del Sud, on es distribueixen de forma disjunta en regions andines del nord-oest del continent, de l'Amazònia, de l'Orinoquia i de la Mata Atlàntica de l'est del Brasil.

## Descripció
Les espècies d'aquest gènere fan entre 14,5 i 19 cm de longitud i es caracteritzen per tenir les plomes de la cua àmpliament arrodanides, sense puntes. No obstant això, n'hi ha que la tenen estriada i altres llisa, alguns mostren un pegat a la gola, altres no. Gairebé segurament el gènere no configura una unitat natural. Principalment es troben en selves humides de baixa altitud.

## Taxonomia i etimologia
Fa temps que alguns autors ja tenien la sospita que aquest gènere no era monofilètic i que quests cistellers estan estretament relacionats amb els cuaespinosos Cranioleuca i els límits genèrics entre aquests dos gèneres no estaven clars. Els amplis estudis filogenètics de Derryberry et al. (2011), van trobar que el cisteller rogenc, malgrat el seu nom comú, és una veritable cuaespinós Cranioleuca, que el cuaespinós jaspiat va resultar que en realitat forma part dels cistellers Thripophaga i que T. fusciceps i T. cherriei són espècies germanes. L'espècie tipus, T. macroura, no va ser inclosa al mostreig de l'estudi. Les especulacions prèvies que suggerien una estreta relació entre Thripophaga i Phacellodomus van ser refutades.
Amb base en aquest estudi, les classificacions Manual del Ocells del Món (HBW) i Birdlife International (BLI) van col·locar la llavors T. berlespchi en el gènere Cranioleuca, i van traslladar la llavors espècie Cranioleuca gutturata a Thripophaga. Els amplis estudis geneticomoleculars de Harvey et al. (2020) van confirmar aquests canvis taxonòmics. El que va ser seguit posteriorment pel Congrés Ornitològic Internacional (IOC) i Clements checklist/eBird.
L'any 2013, l'espècie T. amacurensis va ser descrita i posseeix característiques similars a T. cherriei i T. macroura.
El nom genèric Thripophaga es compon de les paraules dels grec antic «θριψ thrips, θριπος thripos» que significa “arnes de la fusta” i «φαγος phagos» que significa “menjar”.
Segons la Classificació del Congrés Ornitològic Internacional (versió 14.2, 2024) aquest gènere està format per cinc espècies:
- cisteller estriat - (Thripophaga macroura).
- cisteller de l'Orinoco - (Thripophaga cherriei).
- cisteller de l'Amacuro - (Thripophaga amacurensis).
- cisteller senzill - (Thripophaga fusciceps).
- cuaespinós jaspiat - (Thripophaga gutturata).